# Ordalía

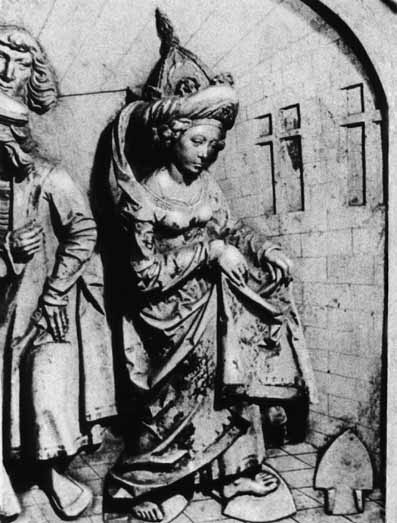
Ordalía de Cunegunda, esposa de Enrique II, que fue acusada de adulterio. Bajorrelieve de la Catedral de Bamberg.

La ordalía o juicio de Dios fue una institución jurídica vigente hasta finales de la Edad Media en Europa. Se usaba en tribunales civiles y eclesiásticos. Según Francisco Tomás y Valiente, las ordalías consistían en «invocar y en interpretar el juicio de la divinidad a través de mecanismos ritualizados y sensibles, de cuyo resultado se infería la inocencia o la culpabilidad del acusado». No cabe duda del carácter mágico e irracional de estos medios probatorios, de ahí que las ordalías fueran siendo sustituidas por la tortura a partir de la recepción del derecho romano en el siglo XII.
Mediante la ordalía se dictaminaba, atendiendo a supuestos mandatos divinos, la inocencia o culpabilidad de una persona o cosa (libros, obras de arte, etcétera) acusada de pecar o de quebrantar las normas jurídicas. Entre hidalgos y nobles, si en un pleito (o cuestión o "punto de honor" referentes a los delitos de alevosía o traición) el ofendido no aceptaba lo que decidiera el tribunal, se dirimía quién decía la verdad en instancia superior forzando al otro a aceptarla por medio de las armas en un duelo llamado riepto o reto en el Fuero real y el Cantar de mio Cid; el vencedor ganaba con efectos jurídicos, y el perdedor podía quedar muerto. En su forma más judicial consistía en pruebas que en su mayoría estaban relacionadas con torturas causadas por el fuego o el agua, donde se obligaba al acusado a sujetar hierros candentes, introducir las manos en una hoguera o permanecer largo tiempo bajo el agua. Si alguien sobrevivía o no resultaba demasiado dañado, se entendía que Dios lo consideraba inocente y no debía recibir castigo alguno. De estos juicios se deriva la expresión poner la mano en el fuego, para manifestar el respaldo incondicional a algo o a alguien, o la expresión "prueba de fuego".

## Justificación de la ordalía: la «justicia inmanente»

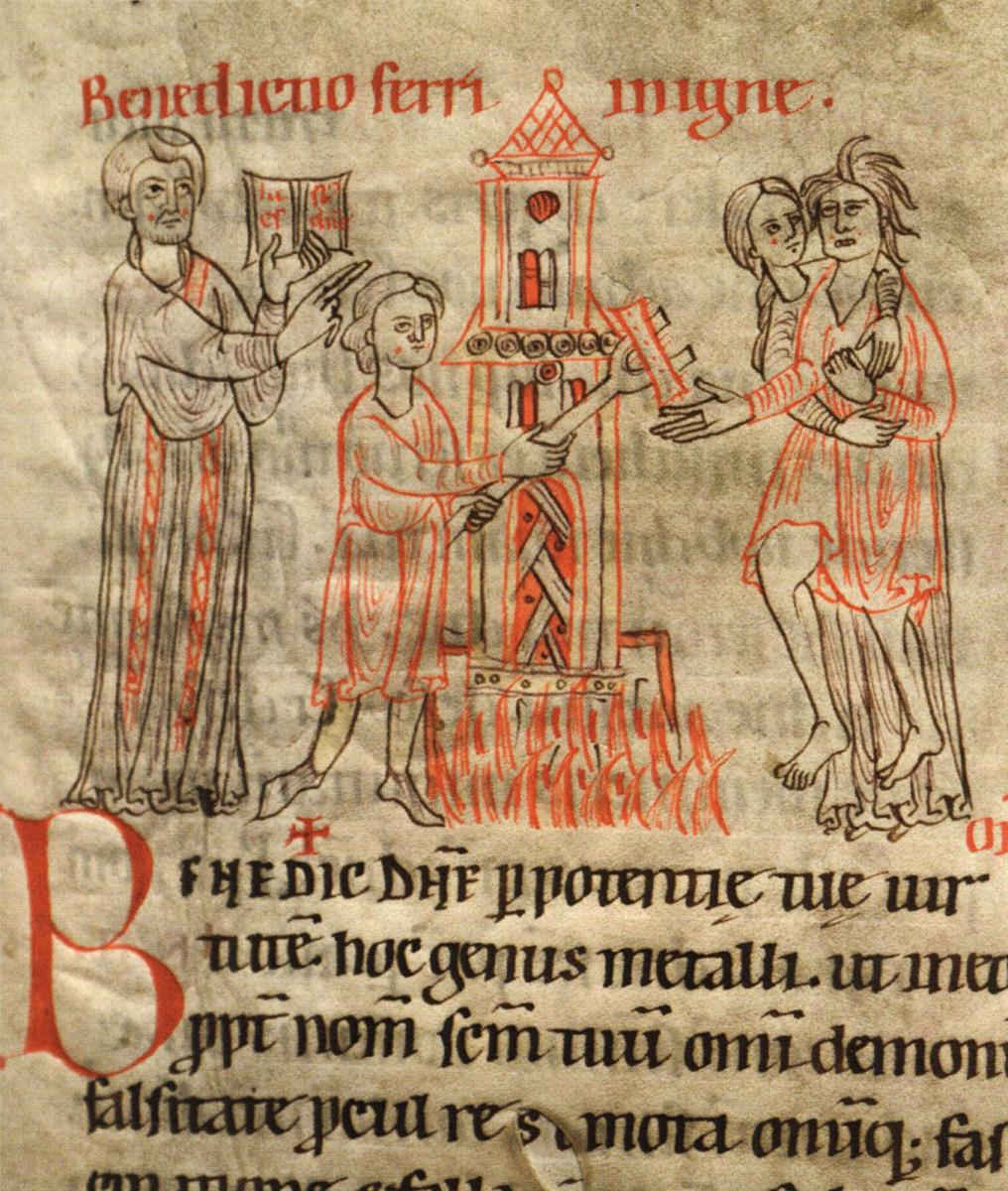
Miniatura medieval que muestra la ordalía del hierro candente.

Según las leyes de los pueblos germánicos la tortura, así como las penas corporales, solo se aplicaba a los hombres que no eran libres o a los libres deshonrados, por haber sido declarados públicamente traidores, desertores o cobardes. Al principio en los reinos germánicos que sustituyeron al Imperio Romano de Occidente se aplicaron códigos legales diferentes a los germanos y a los romanos sometidos.
El derecho penal durante la Alta Edad Media en Europa, especialmente entre los siglos IX y XII, era "privado". La autoridad pública no buscaba ni investigaba los crímenes, sino que solo intervenía a petición del que sufría el agravio, que se convertía en acusador. Este, tras hallar el tribunal apropiado (el que declarase tener jurisdicción sobre ambas partes), "presentaba su acusación, declaraba bajo juramento y llamaba a la otra parte al tribunal para que respondiese". El acusado solo necesitaba jurar que la acusación era falsa, aunque a veces el tribunal requería el juramento de otros hombres libres que corroboraran el del acusado, aunque no hubieran sido testigos de los hechos. Y ahí se detenía el juicio. Así pues, "el juramento era la prueba más fuerte que la parte acusada podía brindar", aunque también existía la ordalía y el combate judicial. En aquellos casos en que la reputación del acusado era mala y la acusación conllevaba la pena capital, se podía recurrir a la ordalía o juicio de Dios para determinar si decía la verdad.
Otra forma de solucionar el pleito era el combate judicial entre acusador y acusado, o entre personas designadas por ellos, lo que también se consideraba una forma de ordalía, ya que se basaba en la idea de que Dios solo permitiría la victoria de la parte que tenía razón. Estos eran los tres modos de prueba, considerados después "irracionales, primitivos y bárbaros", del proceso penal altomedieval. Se basaba en lo que algunos historiadores han llamado "justicia inmanente": "el supuesto de que la intervención divina en el mundo material era continua, de tal modo que se negaba a permitir que las injusticias quedasen sin castigo… La gente aceptaba las sentencias de la ordalía, el juramento y el combate judicial porque creía que eran sentencias de Dios tanto como prácticas antiguas y aceptadas".

## Orígenes

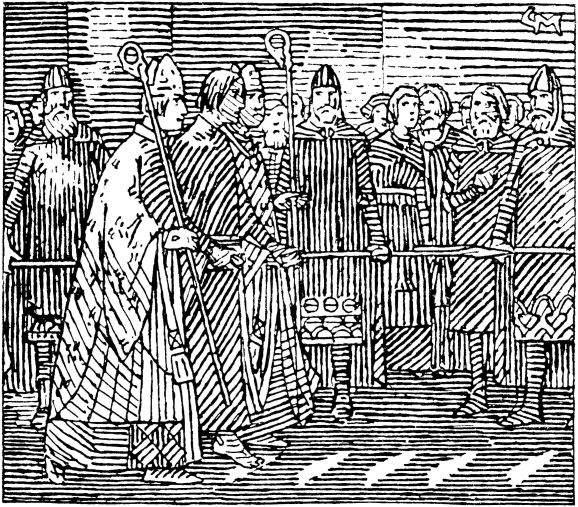
Prueba de fuego de Harald Gille, presunto hijo de Magnus III de Noruega. Harald camina descalzo sobre hierros ardientes para probar su ascendencia real. Ilustración de Gerhard Munthe (1899).

El significado etimológico proviene de la palabra inglesa “ordeal” que significa juicio o dura prueba que debe atravesar aquella persona (el acusado) para poder demostrar su inocencia. Los germanos, al invadir el Imperio romano de Occidente, popularizaron su aplicación donde pasó a designarse como "juicio de Dios", por considerarse que el veredicto dictado por esta prueba era de origen divino. Sin embargo, esta manera de fallar juicios es de origen más antiguo y ya se conocía en la antigua Grecia . Los hebreos, por otra parte, según se escribe en la Biblia, tenían una forma de ordalía para justificar los celos de un marido y demostrar si una mujer era adúltera: se le hacía beber el "agua amarga de la maldición", un brebaje preparado por el sacerdote con agua y ceniza, entre otros elementos. Los romanos, por otra parte, tenían la leyenda de Mucio Escévola, quien dejó arder su mano ante sus enemigos etruscos en prueba de que decía la verdad.
A lo largo del tiempo, los tipos de pruebas fueron de dos clases, canónica y vulgar:
- La vulgar consistía en las maneras de justificarse inventadas por las supersticiones del pueblo.
- La canónica, en el juramento prescrito en los cánones y que se llamó Juicio de Dios.

El Juicio de Dios parece distinguirse del juramento, según este texto del concilio celebrado en Maguncia el año 888: Aut judicii examine, aut sacramenti protestatione se expurget.
Los anglosajones o normandos diferenciaban este juicio del duelo judicial. Significa una prueba por el agua o hierro candente. El capítulo LXII de las leyes de Guillermo el Conquistador, dice: Si un francés acusa a un inglés de perjurio, defiéndase el inglés a su elección por el juicio de hierro o por el duelo.

## Tipos de ordalías
Gregorio de Tours en su Livre des Miracles describe una ordalía ocurrida en el sur de Francia en el siglo VI:

una mujer que fue acusada por su marido sin tener pruebas, el juez la condenó a la prueba del agua fría. Se le ató al cuello una enorme piedra y
fue arrojada al Ródano desde una nave. Ella rogaba el auxilio del santo mártir e invocando su nombre, decía: “San Genesio, mártir glorioso, que nadando en estas aguas las santificaste, líbrame por mi justa inocencia”; al instante, comenzó a sentirse sobre las aguas. Los que estaban mirando, la cogieron y subieron al bote y la llevaron sana y salva a la santa basílica. Nunca más fue requerida por su marido ni por el juez.

Desde los siglos X al XII hubo quien tuvo que sufrir la prueba del fuego, poniendo la mano en un brasero, andando con los pies desnudos por carbones encendidos o atravesando con los pasos contados el espacio entre dos hogueras.
Otros sufrieron la prueba del hierro candente, para lo cual se enrojecían al fuego unas veces nueve o doce rejas de arado, otras un guantelete de armas, donde el acusado debía meter la mano y otras una barra de hierro. 
La ordalía o prueba judicial se realizaba en la iglesia. A un lado estaba el agua hirviendo, en una caldera puesta al fuego, y al otro una gran cuba donde se echaba agua fría. Las iglesias donde se ejecutaba la prueba caldaria recibían este privilegio del señor dominante del territorio. Los acusados pagaban al fisco de la iglesia el derecho exigido por la prueba, y el agua fría estaba reservada para los villanos o pecheros.
Si la acusación era simple, debían meter la mano en el agua hirviendo hasta la muñeca; pero si era compleja, debían sumergir el brazo hasta el codo (véanse Leyes de Athelstan) y se envolvía la mano, el juez colocaba un sello y al tercer día se examinaba el resultado de la prueba. Si la quemadura sanaba, el acusado era inocente; si había gangrena era culpable.
En los pueblos germánicos, la prueba del agua se usó en Alemania sin los ritos religiosos en las acusaciones de sortilegio.
Otros tipos de juicio eran los siguientes:
- El juicio de la Eucaristía estaba destinado a los eclesiásticos, habiendo sido sustituido por el juramento en el concilio de Tribur o Trebur (distrito de Groß-Gerau, Alemania), pero más de una vez se usó con los seglares. En las actas de un concilio celebrado en Worms se encuentra cuanto se pueda desear conocer acerca de las fórmulas observadas por este procedimiento, ya que a veces se cometían robos en las abadías. El canon XV dispuso que en tales casos se cantase una misa solemne por el abad o un religioso designado por él. Toda la comunidad debía acercarse a la sagrada mesa y, al recibir cada monje la eucaristía, confesar su inocencia y decir en voz alta lo siguiente: Corpus Domini sit mihi ad probationem hodie.
- El Juicio del Espíritu Santo está sacado de la historia eclesiástica. Tenemos un ejemplo notable de esta prueba de cómo el Espíritu Santo presidía el examen de la verdad, que es el siguiente: Hildebrando, enviado por el papa como legado para deponer a varios prelados culpables de simonía, hizo comparecer al obispo de Tréveris, acusado por la voz pública, y dijo lo siguiente: Ven y si posees legítimamente el Espíritu Santo di sin temor Gloria al Padre, al Hijo y al Espíritu Santo. El simoníaco alzó la voz y dijo Gloria... pero no acabó la fórmula, y descendió de la silla episcopal.
- El Juicio de la Cruz se realizaba del siguiente modo: delante de un altar se colocaban dos personas en pie, inmóviles con los pies juntos y los brazos abiertos en la actitud de un crucificado. Se leía delante de ellos la misa, los salmos o el evangelio de la Pasión. El que se movía perdía el pleito. Esta práctica fue abolida en Francia por Ludovico Pío.
- El Juicio del corsned (“bocado del juicio” en inglés antiguo) consistía en una prueba que se hacía con un pedazo de pan o queso. Estos alimentos se bendecían. Se consagraban con ciertas fórmulas y se hacía sobre ellos la señal de la cruz. Si el acusado era culpable, sus dientes no llegarían a masticarlo o sus entrañas serían devoradas por un fuego interior, sufriendo todos los efectos de la oración sacramental: Fac eum qui reus erit, Domine, in visceribus angustiare, ejusque guttur conclude.

## Ordalías en España
En España encontramos las siguientes ordalías:
- La pena correspondiente al juicio de Dios más antigua que se usó en España fue la pena caldaria o prueba del agua hirviendo. Eso se presume leyendo algunas leyes, como el Fuero de León. En este fuero se habla de dos leyes diferentes con esta prueba, que se aplicó a las personas acusadas de homicidio, robo, etc. Se dieron abusos y para paliar esto, Alfonso VI, en 1072, mandó que solo se realizase la prueba en la catedral de León, pero no hubo una observancia total de esta disposición. Esta pena se siguió aplicando y sancionando en los fueros locales.
- La prueba del desafío o riepto era igualmente admitida. Se trataba de un combate armado y violento entre dos contendientes. Se encuentra en el Fuero de León (1017). En la ley duodécima de esta carta se permite a los acusados purgarse eligiendo entre el juramento o la lid (combate). Se confirma asimismo en Las Partidas de Alfonso X el Sabio.
- También se admitía la del hierro ardiendo, pero nunca se usó la prueba del pan y del queso.

Entre varios reglamentos famosos, el Fuero de León establecía que si el alcalde y los hombres buenos o derecheros tenían dudas acerca de si el acusado se había quemado o no, debían llamar como peritos a dos fieles herreros que prestaban juramento. El alcalde debía dictar sentencia teniendo en cuenta su testimonio.

## Ordalías en Hungría
A lo largo del siglo XI, en Hungría reyes como San Esteban I de Hungría y San Ladislao I de Hungría se vieron forzados a establecer ordalías para contrarrestar enormes olas de hurtos y robos surgidos durante crisis sociales causadas por guerras, problemas de sucesión e invasiones de pueblos bárbaros de Asia. Entre las pruebas más comunes se hallaba el de sostener una vara de hierro incandescente y era aplicado por lo general a aquellos ladrones que habrían pedido santuario en alguna iglesia. Tal sería la agudez de la crisis de robos en la época de Ladislao I, que aquel que fuese sorprendido robando, podría recibir mutilaciones en nariz u orejas, o sencillamente ser colgado. De esta manera las ordalías eran consideradas como la única esperanza de los criminales para poder sobrevivir.